# Peter-Alexis Albrecht

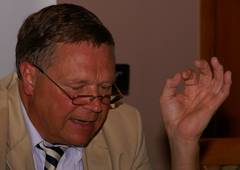
Peter-Alexis Albrecht (2006)

Peter-Alexis Albrecht (* 12. Oktober 1946 in Hannover) ist ein deutscher Jurist und Kriminologe.

## Leben
Albrecht studierte Rechts- und Sozialwissenschaften in Göttingen. 1977 beendete er seine Studien und wurde promoviert. Von 1977 bis 1991 forschte und lehrte Albrecht an den Universitäten in München und Bielefeld (1983–1991). 1991 wechselte er an die Universität  Frankfurt. Am dortigen Institut für Kriminalwissenschaften und Rechtsphilosophie hat er seitdem einen Lehrstuhl für Strafrecht und Kriminologie inne. Ab 1995 war er zudem zwei Jahre lang Dekan der rechtswissenschaftlichen Fakultät. Zum 1. April 2012 wurde Peter-Alexis Albrecht emeritiert.
Seit 1986 gehört Albrecht dem Herausgeberkreis sowie der Schriftleitung der Kritischen Vierteljahresschrift für Gesetzgebung und Rechtswissenschaft an. Er ist einer der beiden Vorstände der Dr. Walter und Margarete Cajewitz-Stiftung.

## Werk
Als Kriminologe verficht Albrecht eine am Etikettierungsansatz ausgerichtete Perspektive. Da alle Kriminalität letztlich erst durch die Instanzen der strafrechtlichen Kontrolle selbst erzeugt werde, müsse Kriminalität als Zuschreibungsprozess durch eben diese Instanzen verstanden werden. Eben diese Zuschreibungsprozesse gelte es zu erforschen, nicht jedoch „individuelle Ursachen“ kriminellen Verhaltens. Albrecht fordert daher eine von allen Präventionsinteressen bereinigte, „autonome Kriminologie“ ein.

## Auszeichnungen
2004 wurde Albrecht für sein langjähriges soziales Engagement das Bundesverdienstkreuz am Bande verliehen. Seit 2005 ist Peter-Alexis Albrecht zudem Ehrenprofessor der Nationalen Marineuniversität Odessa. Im Jahr 2016 wurde Albrecht die Ehrendoktorwürde der 	Nationalen Juristischen Jaroslaw der Weise-Universität Charkiw, (Ukraine) verliehen.

## Schriften (Auswahl)
Neben seiner Doktorarbeit zum Thema Zur sozialen Situation entlassener Lebenslänglicher und der Habilitationsschrift Perspektiven und Grenzen polizeilicher Kriminalprävention verfasste er unter anderem folgende Werke:
- mit Christian Pfeiffer: Die Kriminalisierung junger Ausländer. Befunde und Reaktionen sozialer Kontrollinstanzen. München 1979, ISBN 3-7799-0639-2.
- Jugendstrafrecht: ein Studienbuch 3. Auflage. München 2000, ISBN 3-406-46925-6.
- Vom Unheil der Reformbemühungen im Strafverfahren. und Freiheit – zu Tode geschützt. In: Humanistische Union e. V. (Hrsg.): Innere Sicherheit als Gefahr. Berlin 2003, ISBN 3-930416-23-9, S. 48–64.
- Kriminologie. Eine Grundlegung zum Strafrecht. 4. Auflage. München 2010, ISBN 978-3-406-60007-4.
- Die vergessene Freiheit – Strafrechtsprinzipien in der europäischen Sicherheitsdebatte. Berliner Wissenschafts-Verlag, Berlin 2006, ISBN 3-8305-1269-4.
- mit Leslie Baruch Brent, Inge Lammel (Hrsg.): Verstörte Kindheiten. Das Jüdische Waisenhaus in Pankow als Ort der Zuflucht, Geborgenheit und Vertreibung. Berliner Wissenschafts-Verlag, Berlin 2008, ISBN 978-3-8305-1571-5.
- Der Weg in die Sicherheitsgesellschaft: Auf der Suche nach staatskritischen Absolutheitsregeln. Berliner Wissenschafts-Verlag, Berlin 2010, ISBN 978-3-8305-1763-4.
- als Hrsg.: Zeitströme. Lebenslinien im realen Sozialismus der DDR: Mitwirkung und Anpassung. Berliner Wissenschafts-Verlag, Berlin 2011, ISBN 978-3-8305-1897-6.
- als Hrsg.: ServiceWohnen als Zukunftsaufgabe einer alternden Gesellschaft. Berliner Wissenschafts-Verlag, Berlin 2011, ISBN 978-3-8305-1898-3.